# Orthocarbonaat
Het orthocarbonaat-ion is in de scheikunde een hypothetisch koolstof-zuurstof-anion met de formule {\displaystyle {\ce {CO4^{4-}}}}. Het is het anion dat ontstaat als het eveneens hypothetische orthokoolzuur ( {\displaystyle {\ce {H4CO4}}} ) al zijn H+-ionen heeft afgestaan. Ook de gedeeltelijk gedeprotoneerde orthocarbonaten ({\displaystyle {\ce {H3CO4^{-}}}} (triwaterstoforthocarbonaat), ({\displaystyle {\ce {H2CO4^{-}}}} (diwaterstoforthocarbonaat), ({\displaystyle {\ce {HCO4^{-}}}} (monowaterstoforthocarbonaat) zijn alle als vrij ion, of ion in oplossing, hypothetische deeltjes.

## Orthocarbonaatzouten
In tegenstelling tot de hypothetische aard van vrije (opgeloste) ionen is er wel een groot aantal verbindingen bekend waarin het ion een rol speelt: zo zijn calciumorthocarbonaat {\displaystyle {\ce {Ca2CO4}}} en strontiumorthocarbonaat {\displaystyle {\ce {SrCO4}}} onder hoge druk gesynthetiseerd en via röntgendiffractie gekarakteriseerd. {\displaystyle {\ce {SrCO4}}} is stabiel onder standaardomstandigheden, evenals het verwante strontiumoxideorthocarbonaat: {\displaystyle {\ce {SrO.Sr2CO4}}}.
In deze zouten heeft het orthocarbonaat-ion een regelmatige tetraëdrische structuur met koolstof in het zwaartepunt en de zuurstof-atomen op de hoekpunten. De C-O-afstand is 141 pm.

## Orthocarbonaatesters
De tetravalente moleculaire bouwsteen {\displaystyle {\ce {CO4}}} is in de organische chemie onderdeel van een aantal stabiele verbindingen. Formeel zijn het ester van orthokoolzuur, ze worden daarom aangeduid als orthocarbonaten. Zo kan ethylorthocarbonaat, {\displaystyle {\ce {C(OC2H5)4}}} bereid worden uit trichloornitromethaan en natriumethoxide in ethanol. Polyorthocarbonaten zijn stabiele polymeren diew toegepast worden als absorptie-materiaal bij afvalbehandeling en in de tandartsenpraktijk. Ook in het explosief trinitroethylorthocarbonaat komt deze chemische bouwsteen voor.
De algemene formule en enkele voorbeelden van orthocarbonaatesters zijn hieronder afgebeeld:
|                                   |                                            |                            |                           |
| Algemene formule van ortho-esters | Algemene formule voor een spiro-orthoester | Tetramethyl-orthocarbonaat | Tetraethyl-orthocarbonaat |